# Hope Mills
Hope Mills is een plaats (town) in de Amerikaanse staat North Carolina, en valt bestuurlijk gezien onder Cumberland County.

## Demografie
Bij de volkstelling in 2000 werd het aantal inwoners vastgesteld op 11.237.
In 2006 is het aantal inwoners door het United States Census Bureau geschat op 12.630, een stijging van 1393 (12.4%).

## Geografie
Volgens het United States Census Bureau beslaat de plaats een oppervlakte van
16,2 km², waarvan 15,8 km² land en 0,4 km² water. Hope Mills ligt op ongeveer 59 m boven zeeniveau.

## Plaatsen in de nabije omgeving
De onderstaande figuur toont nabijgelegen plaatsen in een straal van 16 km rond Hope Mills.